# Eriogonum encelioides
Eriogonum encelioides là một loài thực vật có hoa trong họ Rau răm. Loài này được Reveal & C.A.Hanson mô tả khoa học đầu tiên năm 1967.